# Systellura roraimae
Systellura roraimae, "tepuínattskärra", är en fågelart i familjen nattskärror. Den betraktas oftast som underart till bandvingad nattskärra (Systellura longirostris), men urskiljs sedan 2014 som egen art av Birdlife International, IUCN och Handbook of Birds of the World.
Fågeln förekommer i tepuis i södra Venezuela och allra nordligaste Brasilien. Den kategoriseras av IUCN som livskraftig.